# Nigel Searle

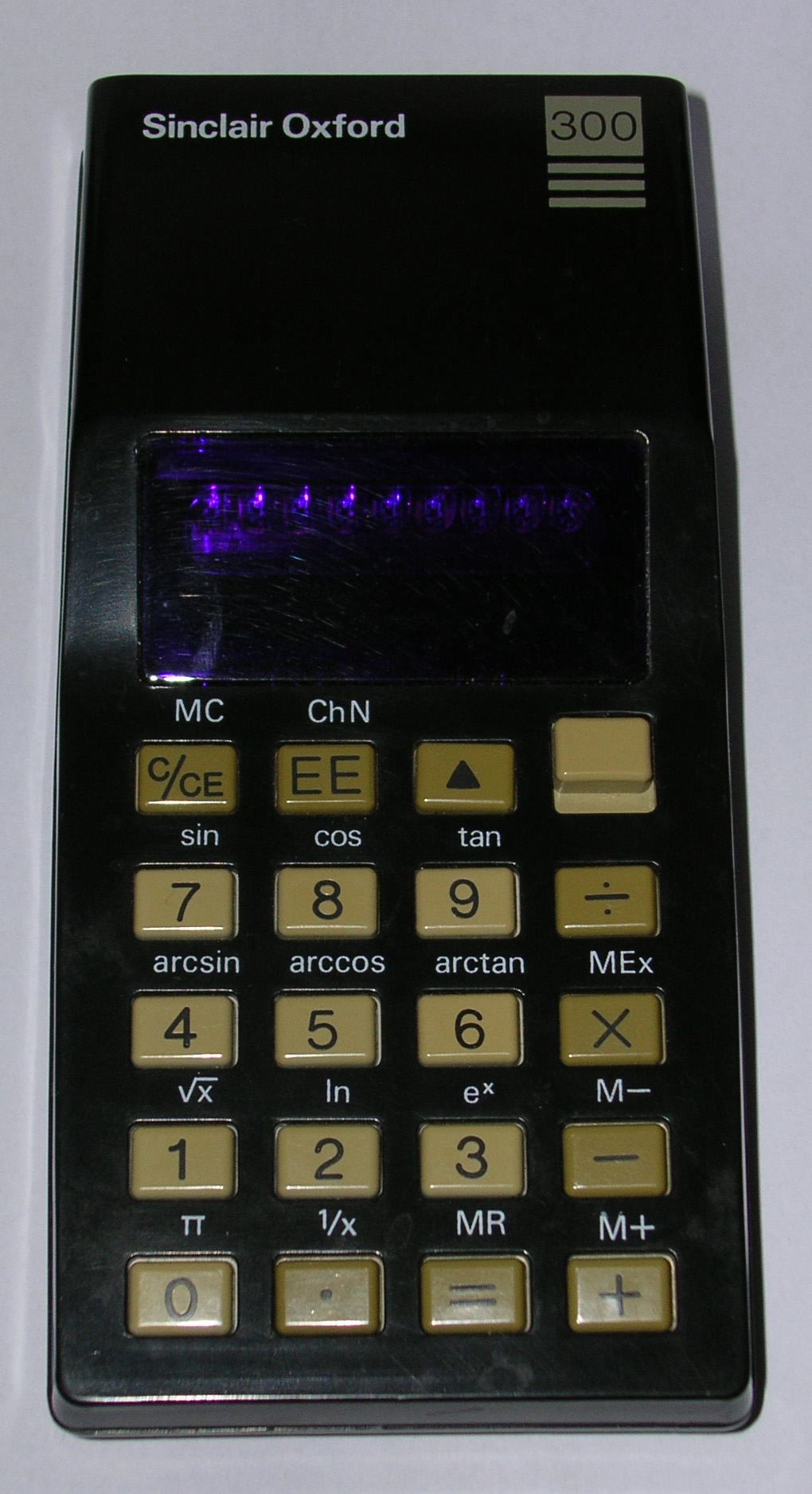
Kalkulator Sinclair Oxford 300

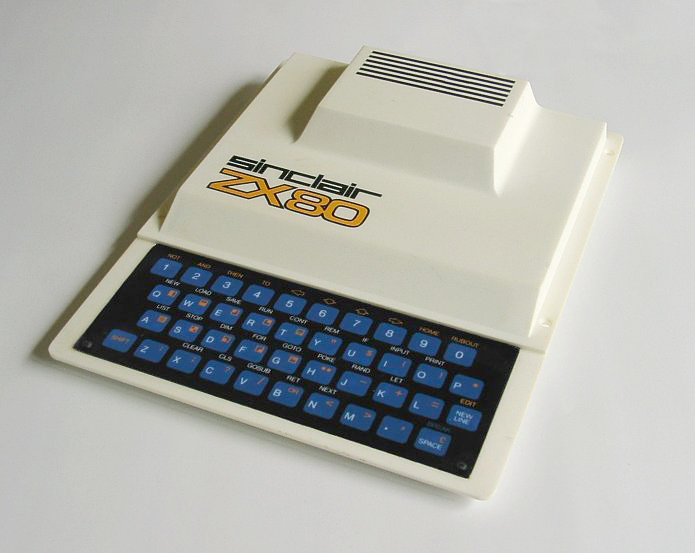
Komputer ZX80

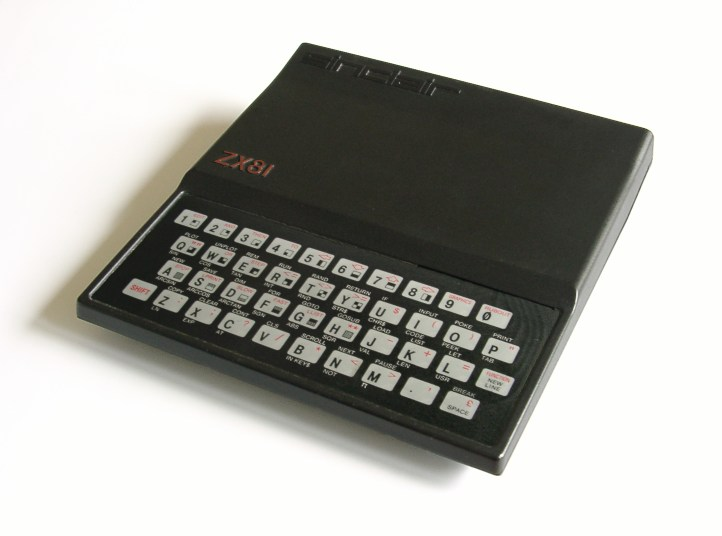
Komputer ZX81

Nigel Searle - były dyrektor zarządzający w Sinclair Research Ltd.

## Życiorys
Należał do najbliższych współpracowników Clive'a Sinclaira, był jednym z tych, którzy z nim najdłużej współpracowali. Współpracę obaj rozpoczęli w roku 1973, w firmie Sinclair Radionics. Searle reprezentował interesy firmy w Stanach Zjednoczonych, gdzie był odpowiedzialny za promocję i sprzedaż kalkulatorów. W roku 1977 firma popadła w finansowe tarapaty opuścił ją. Powrócił w 1979 roku do nowego przedsięwzięcia Sinclaira - Science of Cambridge, któremu w 1981 roku zmieniono nazwę na Sinclair Research Ltd. Z sukcesem promował w USA komputery osobiste ZX80 i ZX81. Komputer ZX80 był wtedy reklamowany, jako mogący zarządzać elektrownią atomową. Wiosną 1982 roku Searle powracił do Anglii i obejmujął stanowisko dyrektora zarządzającego. Piastował je do końca, tj. przejęcia firmy przez Amstrada należącego do Alana Sugara w 1986 roku.